# Theophil von Podbielski

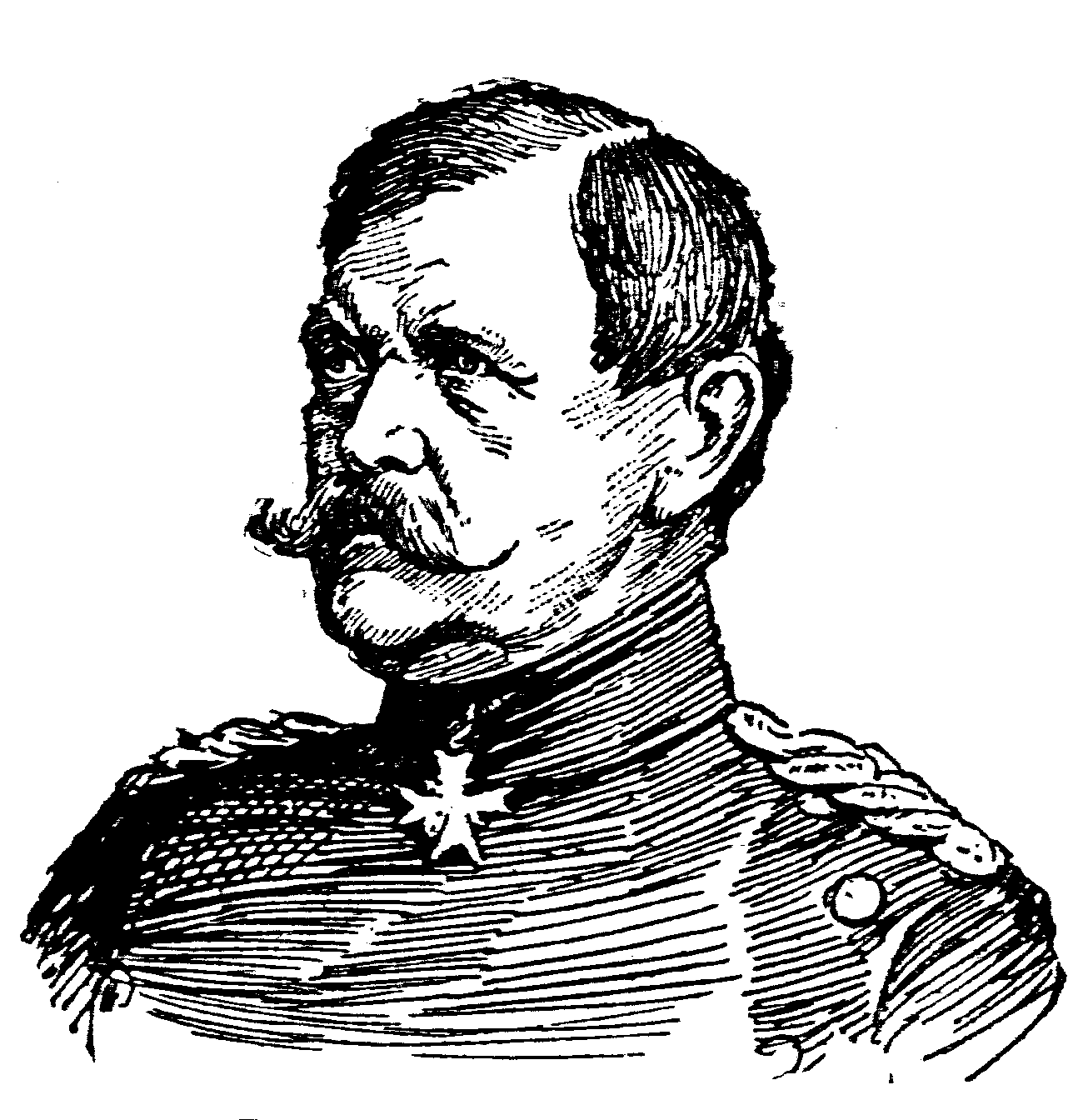
Theophil von Podbielski

Der jüngere Theophil von Podbielski

Theophil Eugen Anton von Podbielski (* 17. Oktober 1814 in Cöpenick; † 31. Oktober 1879 in Berlin) war ein preußischer General der Kavallerie, Präses des General-Artillerie-Komitees, Mitglied der Landesverteidigungskommission und Erster Kurator der Vereinigten Artillerie- und Ingenieurschule zu Berlin.

## Leben

### Herkunft
Er entstammte dem einst polnischen Adelsgeschlecht Podbielski. Seine Eltern waren der preußische Oberstleutnant a. D. Anton von Podbielski (1780–1841) und dessen Ehefrau Johanna Eleonore, geborene von Falkenhayn (1787–1869).

### Militärkarriere
Podbielski besuchte das Pädagogium Sulechów sowie die Ritterakademie Liegnitz. Am 1. Mai 1831 trat er in das 1. Ulanen-Regiment der Preußischen Armee ein. Er wurde am 9. Februar 1833 zum Sekondeleutnant befördert, nachdem er das Examen „mit Allerhöchster Belobigung“ bestanden hatte. Dabei war er kaum 19 Jahre alt. Von 1836 bis 1839 absolvierte Podbielski die Allgemeine Kriegsschule. Im Jahr 1841 erfolgte seine Ernennung zum Adjutanten der 5. Kavallerie-Brigade. Er kam in die Adjutantur, 1855 wurde er als Major in den Generalstab des III. Armee-Korps versetzt und 12. Januar 1858 Kommandeur des Thüringischen Husaren-Regiments Nr. 12. Im Jahre 1859 zum Oberstleutnant und 1861 zum Oberst befördert, erhielt Podbielski im März 1863 unter gleichzeitiger Beförderung zum Generalmajor das Kommando über die 16. Kavallerie-Brigade. Im Dezember 1863 wurde er Oberquartiermeister des Generalfeldmarschalls Friedrich von Wrangel bei der preußischen Armee in Schleswig-Holstein, die später im Deutsch-Dänischen Krieg eine Rolle spielen sollte. Podbielski blieb als Chef des Stabes bis 1865 in den Elbherzogtümern und wurde dann Generalmajor und 1866 Direktor des Allgemeinen Kriegsdepartements im Kriegsministerium.
Während des Deutschen Krieges war Podbielski Generalquartiermeister der Armee und erhielt für seine Tätigkeit am 18. September 1866 den Orden Pour le Mérite. Nach dem Friedensschluss kam er zurück in das Kriegsdepartement, wurde 1867 Generalleutnant und erwarb sich bei der Neuorganisation des Heeres im Norddeutschen Bund große Verdienste. Gleichzeitig nahm er an der Arbeit des Bundesrats und im Reichstag teil.
Während des Deutsch-Französischen Krieges wurde Podbielski erneut zum Generalquartiermeister der Armee ernannt. Von historischem Wert sind seine Depeschen vom Kriegsschauplatz. Für seine Verdienste in diesem Krieg erhielt er eine Dotation in Höhe von 100.000 Talern sowie am 5. März 1871 das Eichenlaub zum Orden Pour le Mérite. 1872 wurde Podbielski Generalinspekteur der Artillerie und 1873 zum General der Kavallerie ernannt. Die Artillerie verzeichnete unter Podbielski die Trennung der Feld- von der Festungsartillerie sowie die Neubewaffnung der Feldartillerie.
Im Jahre 1889 erhielt das Feldartillerie-Regiment Nr. 5 seinen Namen.

### Familie
Podbielski heiratete am 28. April 1843 auf Gut Dallmin (Landkreis Westprignitz) Agnes von Jagow (1823–1887). Aus der Ehe ging hervor:
- Victor (1844–1916), Staatsminister und Generalleutnant ⚭ Margarete von Twardowski (1869–1951)
- Agnes (1846–1896) ⚭ Hermann Ludwig von Wartensleben (1826–1921), preußischer General der Kavallerie
- Olga Elisabeth (1842–1880) ⚭ Hugo von Balluseck (1830–1892), preußischer Generalmajor[3]
- Elisabeth (* 1849) ⚭ Michael von Szymonski (1844–1922), Generalmajor
- Klara (* 1850), unvermählt, Ehrenstiftsdame zu Kloster Marienfließ
- Walli Cäcilie Thekla (* 1860), unvermählt